# Crocidura susiana
Crocidura susiana — вид комахоїдних ссавців роду Білозубка (Crocidura) родини Мідицеві (Soricidae).

## Поширення
Ендемік Ірану. Цей вид відомий лише з околиць міста Дезфул у провінції Хузестан на південному заході країни.